# Ługi (Dobiegniew)
Ługi (deutsch Lauchstädt) ist ein Dorf in  der Stadt-und-Land-Gemeinde Dobiegniew (Woldenberg) im Powiat Strzelecko-Drezdenecki der polnischen Woiwodschaft Lebus.

## Geographische Lage
Ługi liegt in der Neumark, etwa vier Kilometer südwestlich der Stadt Dobiegniew (Woldenberg), 14 Kilometer nordöstlich der Stadt Strzelce Krajeńskie (Friedeberg) und 39 Kilometer nordöstlich der Stadt Gorzów Wielkopolski (Landsberg an der Warthe).

## Geschichte
Das alte Kirchdorf, das zu einem Rittergut gehörte, wurde 1337 Llockstede und 1341 Louenstete genannt. Die Familie Borne oder Bornem, die schon 1286 genannt wird, stiftete hier 1341 einen Altar für die Kirche, wofür Einkünfte aus der Fischerei in einem benachbarten See verwendet wurden. Auch Markgraf Ludwig von Wittelsbach spendete 1341 für den Altar. Er verwendete dafür Einkünfte aus der Fischerei im Liebsee und im Schlagesee zwischen Dolgen und Hermsdorf. Einem Lehnsbrief zufolge befand sich das Dorf Lauchstädt 1499 im Besitz der Familie Bornstaedt in Woldenberg. 1608 war die Familie Natzmer in Lauchstädt vertreten; 1644 befanden sich hier ein Bornstädt, ein Natzmer und ein Wreech, 1724 saß nur ein Bornstädt hier.
1786 befand sich das Gut im Besitz des Hauptmanns von Brand. Er ließ um die Jahrhundertwende ein Plantage von 200 Maulbeerbäumen auf seinem Gut anpflanzen und erhielt dafür von der preußischen Regierung eine Prämie in Höhe von 20 Talern. 1828 befand sich Lauchstädt im Besitz der Frau von Brand, geb. von Sack, Witwe des Hauptmanns von Brand. Um die Mitte des  19. Jahrhunderts ließ Adolf von Brand  auf dem Gutsgelände ein Schloss erbauen.
Letzter Besitzer vor 1945 war Ingo von Brand.
Im Dorf gab es eine Brennerei und eine Ziegelei.
Bis 1945 gehörte das Dorf zum Landkreis Friedeberg Nm., von 1816 bis 1938 im Regierungsbezirk Frankfurt der preußischen Provinz Brandenburg, von Oktober 1938 bis 1945 im Regierungsbezirk Grenzmark Posen-Westpreußen der Provinz Pommern.
Gegen Ende des Zweiten Weltkriegs wurde die Region im Frühjahr 1945 von der Roten Armee besetzt. Das Schloss wurde von sowjetischen Soldaten vollständig zerstört. Bald nach dem Einmarsch der Roten Armee wurde Lauchstädt unter polnische Verwaltung gestellt. In der Folgezeit  wurden die Einwohner Lauchstädts vertrieben und durch zuwandernde Polen ersetzt. Die deutsche Ortschaft Lauchstädt wurde in Ługi umbenannt.

## Einwohnerzahlen
- 1840:  368[7]
- 1858: 410, darunter ein Katholik und sechs Juden[2]
- 1871:  163[8]
- 1925: 374, darunter drei Katholiken, keine Juden[9]
- 1933:  375[10]
- 1939:  367[10]

## Söhne und Töchter des Orts
- Adolf von Brand (1803–1878), deutscher Politiker
- Paul von Brand (1831–1904), deutscher Politiker